# ویکی‌پدیای ناهواتل
ویکی‌پدیای ناهواتل نسخه زبان ناهواتل وبگاه ویکی‌پدیا است. زبان ناهواتل تا ۶ مه ۲۰۱۲ با بیش از ۸٬۳۰۰ مقاله در رده صدوبیستم ویکی‌پدیاها قرار گرفته است.